# 北屯総駅
北屯総駅（ほくとんそうえき、繁体字中国語: 北屯總站）は台湾台中市北屯区旧社里にある台中捷運緑線の駅。

## 沿革
当初は計画になかったが、2009年に北屯機廠に併設する形での設置が決定し追加された。
計画時の駅番号はG0だった(p88)。
- 2012年12月31日 - 当駅を含む工区起工[3](pp4-5)。
- 2018年6月30日 - 駅名決定[4]。
- 2020年
  - 11月16日 - プレ開業（12月15日まで4週間はIC無料）[5]。
  - 11月22日 - 車両点検のため全線プレ開業中止[6]。
- 2021年
  - 3月25日 - プレ営業再開（4月23日までの30日間はIC無料。4月24日は運休）[7]。
  - 4月25日 - 正式開業[8]。

## 駅構造
相対式ホーム2面2線の地上駅(p91)。駅舎は長さ195メートル、幅43.8メートル、高さ13.5メートル(p91)。

### 駅階層
1階乗車ホーム側にコンコースがあり、下車ホームとは跨線橋で往来する。
| 地上 二階                      | 連絡通路層                                                                 | 跨線橋、出口3（北屯機廠関係者専用） |
| 地上 一階                      |                                                                            |                                     |
| 相対式ホーム、右側のドアが開く |                                                                            |                                     |
|                                | （←北屯機廠）■緑線 下車ホーム                                              |                                     |
|                                | （北屯機廠→）■緑線 市政府・高鉄台中站方面（旧社駅）→                       |                                     |
| 相対式ホーム、右側のドアが開く |                                                                            |                                     |
| コンコース （乗車ホーム方）    | 駅本屋、出入口、コンコース、自動券売機、自動改札機、エスカレーター、トイレ |                                     |

### 駅出口
- 出口1（北西側）：敦富東街[9]
- 出口2（南西側）：敦富東街[9]
- 出口3（東側）：北屯機廠[9]

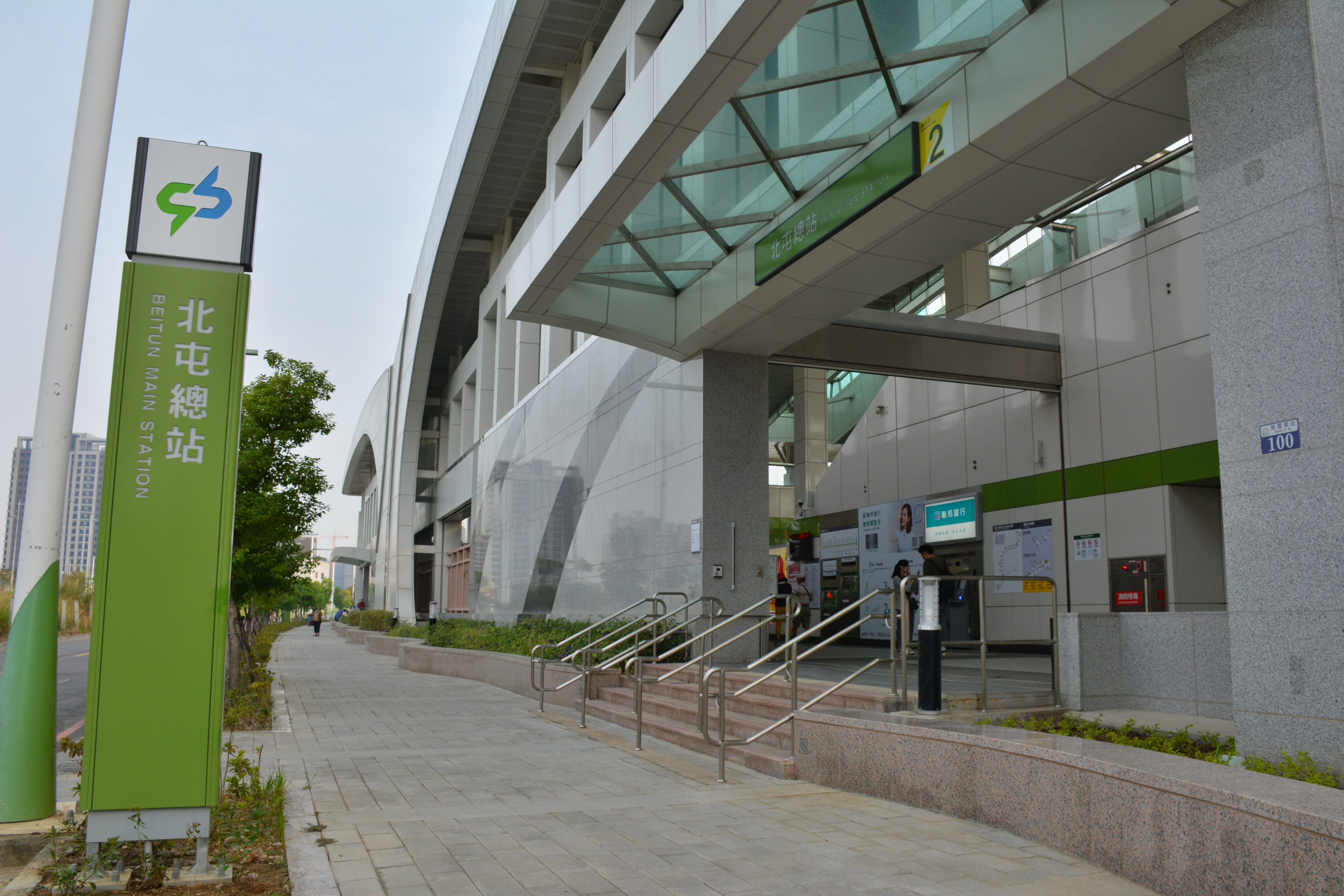
出口2
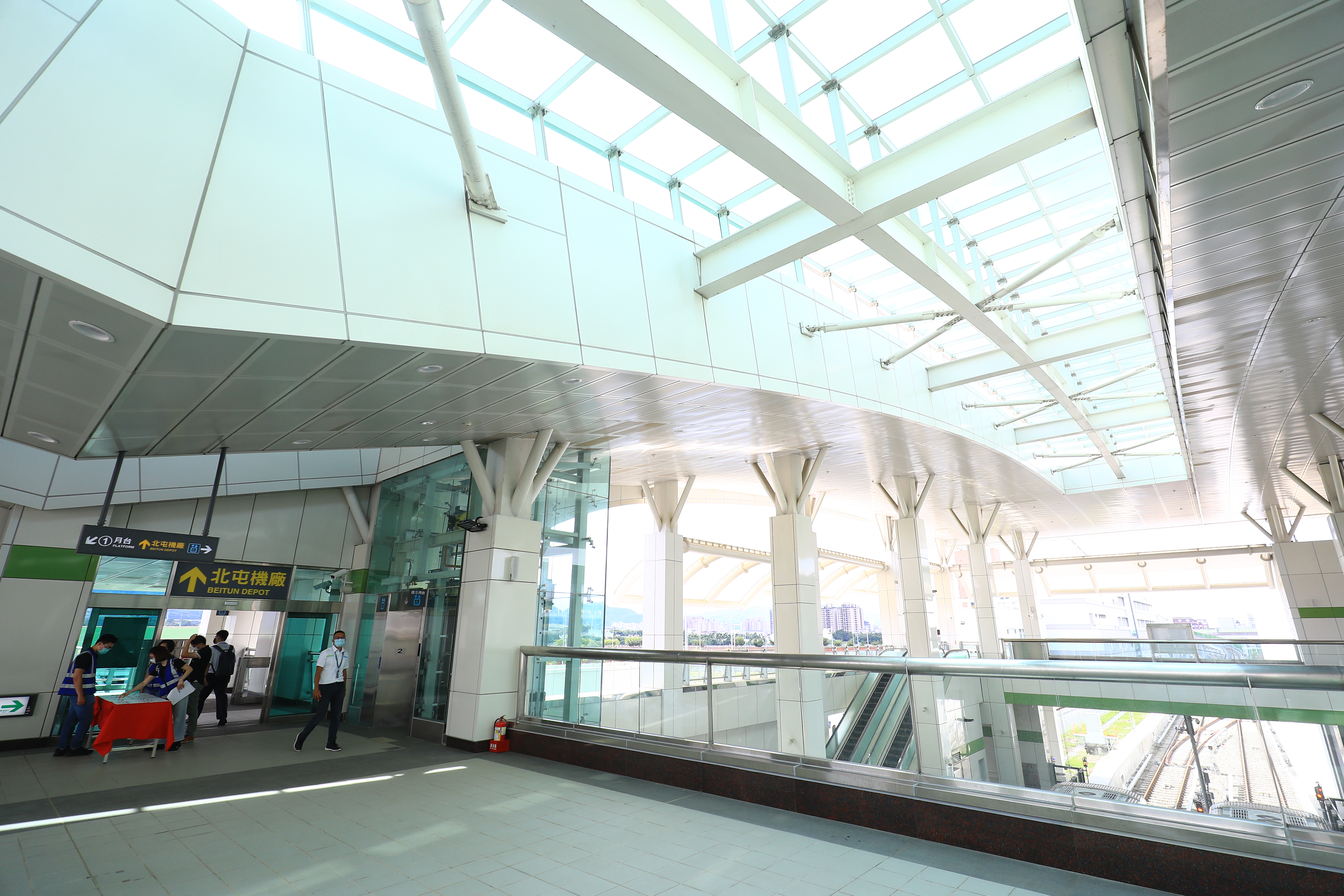
出口3

## 駅周辺
- 台中捷運北屯総廠
- コストコ北台中店
- 捷運総站夜市（中国語版）
- 旱渓（中国語版）
- 台湾鉄路管理局頭家厝駅（北西に約1.5km弱）

## 利用状況
プレ営業期間中（3/25-4/23）は利用客数が全体の9%を占め、高鐵台中駅・市政府に次いで3番目に多かった。

## 隣の駅
台中捷運
緑線（烏日文心北屯線）
北屯総駅 103a - 旧社駅 103